# フジツー・シーメンス・コンピューターズ
富士通シーメンス・コンピューターズ（Fujitsu Siemens Computers, FSC）は、かつて存在したオランダのマールセンに本社を置く電気機器企業。

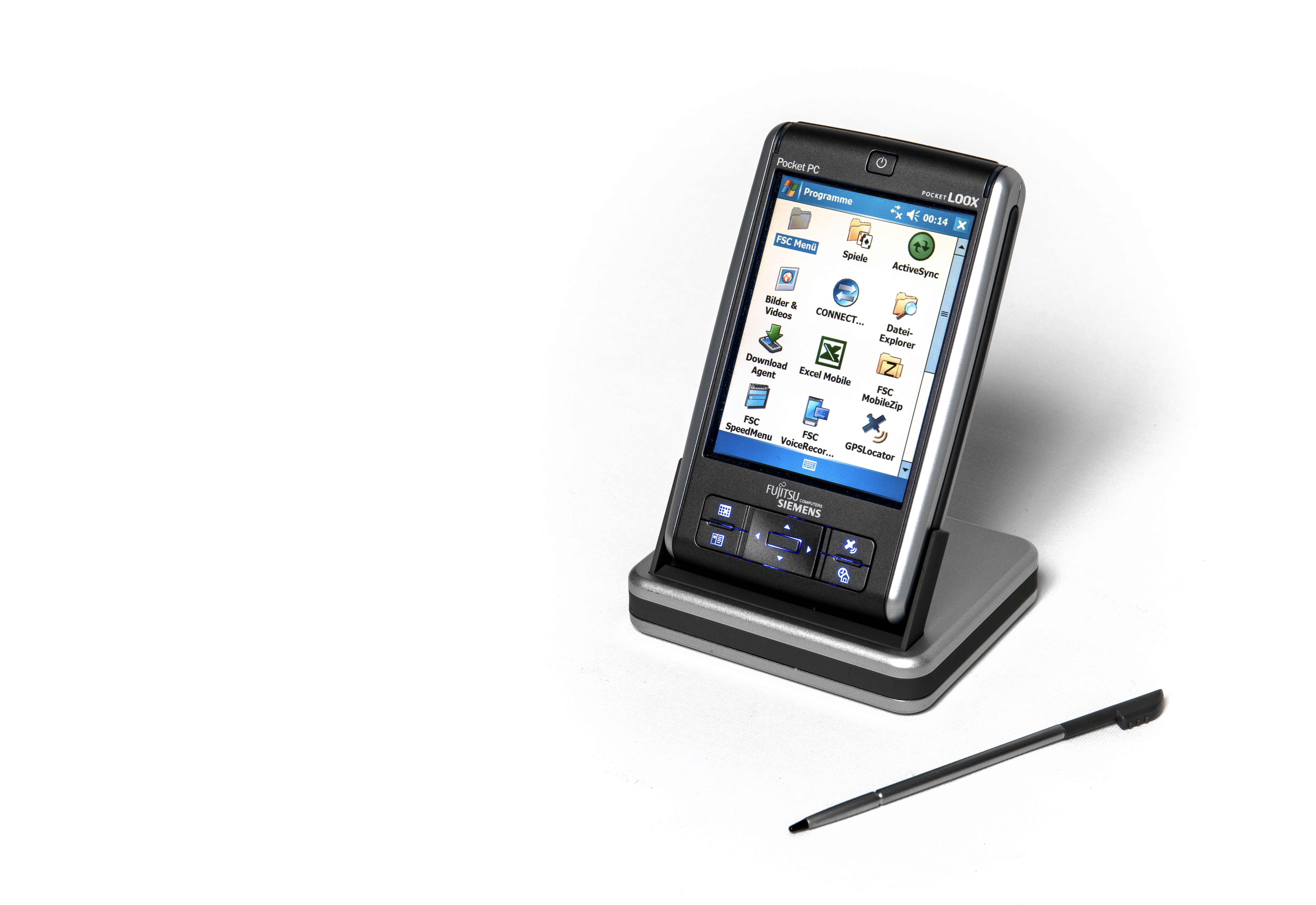
Pocket LOOX

富士通とシーメンスが持株比率50%で1999年10月1日に設立された。2009年4月1日に、シーメンスの事業集中の戦略転換により、シーメンスが保有する株式の全てを富士通が取得し、合弁を解消し、富士通テクノロジー・ソリューションズに改組された。
企業スローガンはWe make sureだった。

## 製品
- SCALEO